# Elydnus grossescapus
Elydnus grossescapus là một loài bọ cánh cứng trong họ Cerambycidae.